# 山東霊光
山東霊光（さんとう　れいこう、1890-1969）は、日本の僧侶。石川県金沢市舘山町にある真言宗別格本山、鶴舞山永安寺の開祖。伝燈念仏三昧資六十四代大阿闍梨位。幼名・與常。

## 人物
石川県河北郡三谷村字月浦（現金沢市月浦町）出身。１８９０年９月２３日、父・坂下與三郎、母・シュンの三男として出生。加賀藩主前田慶寧の外孫。９７年、三谷村不動寺尋常小学校に入学。阪倉家の養子となる。仏への信仰心が強く、小学校時代は登校するより洞窟で修行する時間が多かった。
１９０１年、尋常小学校卒業。卒業後に上京。国民新聞販売店に勤務する。城北学院夜間学級に入学する。
翌年１月、母山孝信大僧正の紹介状を頼りに奈良県大和郡山の常光寺を訪れる。３月で解雇。３月、奈良県と大阪府の県境にある生駒山頂にて捨身の荒行を開始。７０日間の荒行を貫徹したが、下山中、極度の疲労と栄養失調で失神。その際、部下と猟をしていた瓜生外吉海軍中将（のちに大将）に救助される。
その後、瓜生中将の紹介で、京都市の天台宗近迎院住職・井上哲城大僧正の徒弟となり、出家得度する。僧名・誡紹。哲城上人から顔をじっと見られ「私はそなたを来るのを待っていたよ。よく来た。よく来た」と喜ばれたという。
１９０７年９月、哲城上人から伝法阿闍梨位の灌頂を授かり、伝燈念仏三昧資六十四代大阿闍梨位を継承。僧名・霊光を拝受する。
１０年、徴兵検査で甲種合格。月浦の実家に帰郷。１２月召集令状、入隊したが、翌年病気のため除隊。入院中、電気治療する医者に細かく質問し、電気治療の知識を取得する。
１１年、本籍を京都の浄土宗・阿弥陀寺に移す。真宗王国の加越能地区での布教には浄土宗、真宗の経典を学ぶ必要があり、それには浄土宗の奥義を修得するのが先決と考えた。阿弥陀寺住職・塚谷霊鏡僧正の徒弟の形式をとり、浄土宗総本山の管長山下現有大僧正に度牒授与願を提出する。
１２年、度牒の通達があり、浄土宗の僧侶と認可される。
１５年、阿弥陀寺より金沢市に移住。山東姓を継ぐ。金沢市上鶴間町に永安寺仮本堂を建立する。
２４年、岡田善七氏の長女・キク井と結婚。
２６年、仮本堂を増築、長女誕生。永安寺の伽藍計画構想で聖地を探すため、大聖歓喜天に３週間の祈願供養を修法。吉報が知らされ、現在の永安寺境内とされた。上人、キク井夫人らが現地を訪れた時、永安寺仮本堂のある小立野の方角から季節外れのタンチョウヅルがつがいで飛来し、一行の上空を大きくゆっくりと３回回遊して、再び小立野の方に向かって飛び去ったという。
２９年、３１年に次女、三女が生まれるも相次いで死亡。３４年に長男・偉哲誕生。
４４年３月、法話が反国家的な言動との濡れ衣を着せられ、治安維持法違反で逮捕される。長野刑務所に拘束される。
４５年７月、猶予刑で出所。頭髪は真っ白に変わり、肩まで伸び放題。８６キロあった体重も４５キロに半減していた。前歯が３、４本無く、警察の拷問があったと思われる。
５０年、宝篋印塔が完成し、落慶開眼大法要を厳修する。
５１年、長男・偉哲が僧名・霊城となる。
５５年、舘山町永安寺境内の仮小屋の増築と霊光上人夫妻の休憩室離れ座敷を新築。
５８年、戦争中に東京から疎開してきた品川精機分工場の売却情報を得て、木造の工場１棟を購入。現永安寺本堂周辺の松林と桃畑３６０坪を購入し宅地造成して移築。翌年に仮講堂の落慶式が盛大に営まれる。
６３年、愛染明王像完成、開眼大法要を営む。
６５年、聖天堂完成、落慶大法要を営む。
６８年、眺望台新設、弁天堂完成し、落慶法要を営む。
６９年、永安寺本堂建立５か年計画が決まる。１１月１日、８０年の生涯を仏法興隆、衆生済度に捧げ、入滅される。

## 修行・修法・布教
霊光上人は、生涯に全国各地で数々の修行を行っている。年齢はいずれも数え年。
１８９７年（８歳）　　伝灯寺裏の洞窟内で７日間の修行
　　９８年（９歳）　　富山県中新川郡上市町の真言宗日石寺で修行
　　９９年（１０歳）　河北郡小坂村長江谷火葬場跡にて修行。修行中、浄土真宗住職及び檀徒の妨害に遭う。
１９０１年（１２歳）　伝灯寺裏の洞窟内で７日間の断食修行。
　　　　　　　　　　　釣部村入口の景清洞（ガンドウの穴）で断食修行。
　　　　　　　　　　　医王山にて修行。
　　０２年（１３歳）　奈良県の生駒山頂、白水ノ峯にて７０日間の荒行。下山中に瓜生外吉海軍中将に救助される。
　　０６年（１７歳）　医王山鳶ケ岳洞窟で十一面観音菩薩秘法、川合田不動明王で不動明王秘法を修法。伝燈寺裏山の洞窟で十一面観音菩薩秘法を修法。
　　０７年（１８歳）　修行中に３０～４０人の暴徒に襲われ、西川いま家に難を救われる。倉ケ岳の洞窟で十一面観音秘法を継続する。
　　０８年（１９歳）　鞍馬寺の裏山の滝近くで十一面観音秘法を修行。
　　１１年（２２歳）　伝燈寺裏山の洞窟で十一面観音秘法を修法。
　　１３年（２４歳）　金沢市小立野台地で仏法流布。この間、月浦、津幡、花園、富山県仏生寺に布教。
　　１４年（２５歳）　上京し仏法流布。東海道一人徒歩旅行で、各遺跡の菩提回向のため施餓鬼法要を修法。
　　２０年（３１歳）　石川県の秘境、大山で修行。鶴来町天狗壁で施餓鬼法会修法。
　　２１年（３２歳）　釣部の景清洞（ガンドウの穴）で修行。倉谷鉱山跡で修行および施餓鬼供養。能登半島行脚。
　　２８年（３９歳）　舘山の境内に修行のため洞窟を造る。
　　４１年（５２歳）　尾山城造の案内で檀信徒有志と立山に登る。
　　４５年（５６歳）　戦没者はじめ法界万霊菩提回向のために、浅野川の川原で２年ぶりに大施餓鬼供養法要を厳修。福光坂本墓地で法界万霊を弔い施餓鬼供養法要を厳修。羽咋郡一ノ宮村字滝の墓地で施餓鬼供養法要を修法。
　　４６年（５７歳）　羽咋郡一ノ宮村字家の正覚院で東海無辺道師および杢左衛門の菩提回向のため施餓鬼供養法要を修法。
　　４７年（５８歳）　富山、岐阜県の県境にある富山県利賀村水無の窮状に対し、寺で安置している地蔵石仏を村の守り本尊として寄進。現地を訪れ、開眼供養法会を修法。村の諸精霊の菩提供養のために施餓鬼大法要を修法。
５２年（６３歳）　羽咋郡一ノ宮村字滝の白塚、火葬場で施餓鬼供養法要を厳修。富山県祖山の真宗道場で大槻伝蔵および村落の一切諸精霊の菩提回向のため施餓鬼法要を修法。
　　５３年（６４歳）　富山県利賀村村長の依頼で、地蔵尊開眼法要を修法。
　　５４年（６５歳）　飛騨の高山市陣屋前で大原騒動の犠牲者の菩提回向および高山地区仏教界と市民の啓もうを兼ね施餓鬼供養大法要を厳修。
　　５７年（６８歳）　奈良県生駒山頂の白水ノ沢に記念碑を建立。落慶法要を修法。